# انتخابات الرئاسة الغينية 1961
انتخابات الرئاسة الغينية 1961 هي انتخابات رئاسية جرت في 15 يناير 1961، في غينيا.
فاز بالانتخابات أحمد سيكو توري.